# Томпсон, Сада
Сада Томпсон (англ. Sada Thompson, 27 сентября 1927 — 4 мая 2011) — американская актриса театра, кино и телевидения.
За свою карьеру она выиграла премию «Эмми» За лучшую женскую роль в драматическом телесериале в 1978 году, а также ещё девять раз была номинирована на неё в разных категориях, театральные премии «Тони» и «Драма Деск», а также трижды была номинирована на «Золотой глобус».
Она является наиболее известной по своей главной роли в сериале «Семья», который выходил в эфир с 1976 по 1980 год.
Сада Томпсон умерла в 2011 году от болезни лёгких.

## Личная жизнь
В 1949 году вышла замуж за Дональда Э. Стюарта. Их дочь Лиза стала художником по костюмам.

## Награды и номинации
- «Эмми»
  - 1976 — Премия «Эмми» за лучшую женскую роль второго плана в мини-сериале или фильме — «Линкольн» (номинация)
  - 1976 — Премия «Эмми» за лучшую женскую роль в мини-сериале или фильме — «Артистка» (номинация)
  - 1977 — Премия «Эмми» за лучшую женскую роль в драматическом телесериале — «Семья» (номинация)
  - 1978 — Премия «Эмми» за лучшую женскую роль в драматическом телесериале — «Семья»
  - 1978 — Премия «Эмми» за лучшую женскую роль в мини-сериале или фильме — «Наш город» (номинация)
  - 1979 — Премия «Эмми» за лучшую женскую роль в драматическом телесериале — «Семья» (номинация)
  - 1980 — Премия «Эмми» за лучшую женскую роль в драматическом телесериале — «Семья» (номинация)
  - 1991 — Премия «Эмми» в категории «Лучшая приглашённая актриса в комедийном телесериале» — «Весёлая компания» (номинация)
  - 1996 — Премия «Эмми» за лучшую женскую роль второго плана в мини-сериале или фильме — «Обвинительный акт: Суд над Макмартинами» (номинация)

«Золотой глобус»
  - 1977 — Премия «Золотой глобус» за лучшую женскую роль в телевизионном сериале — драма — «Семья» (номинация)
  - 1979 — Премия «Золотой глобус» за лучшую женскую роль в телевизионном сериале — драма — «Семья» (номинация)
  - 1980 — Премия «Золотой глобус» за лучшую женскую роль в телевизионном сериале — драма — «Семья» (номинация)

«Тони»
  - 1972 — Премия «Тони» за лучшую женскую роль в пьесе — «Ветки»

«Драма Деск»
  - 1957 — Премия «Драма Деск» лучшей восходящей звезде
  - 1970 — Премия «Драма Деск» за лучшую женскую роль в пьесе — The Effect of Gamma Rays on Man-in-the-Moon Marigolds
  - 1972 — Премия «Драма Деск» за лучшую женскую роль в пьесе — «Ветки»

Obie
  - 1970 — Премия Obie за лучшую женскую роль в пьесе — The Effect of Gamma Rays on Man-in-the-Moon Marigolds